# Hyacinthe
Hyacinthe ist ein männlicher Vorname im Französischen.

## Herkunft und Bedeutung
Der Name kommt aus dem Griechischen und leitet sich ab von Hyakinthos, einer Gestalt aus der griechischen Mythologie. 

## Varianten
Die deutsche Form ist Hyazinth, die englische Hyacinth, die spanische  Jacinto, die italienische Giacinto, die polnische Jacek  und die ungarische Jácint.

## Namenstag
Namenstag ist der 17. August. Er geht zurück auf Hyazinth von Polen, einen heiliggesprochenen polnischen Geistlichen aus dem 12. Jahrhundert.

## Namensträger

### Hyacinthe
- Hyacinthe Aube (1826–1890), französischer Marineminister und von 1879 und 1881 Gouverneur von Martinique
- Hyacinthe-Marie Cormier (1832–1916), französischer Dominikanermönch, Generalmagister
- Hyacinthe Guilleminot (1869–1922), französischer Radiologe
- Hyacinthe Jadin (1776–1800), französischer Komponist
- Hyacinthe-Louis de Quélen (1778–1839), französischer römisch-katholischer Geistlicher, Erzbischof von Paris
- Hyacinthe Rigaud (1659–1743), französischer Porträtmaler
- Hyacinthe Sèwanou (* 1992), beninischer Fußballspieler

### Hyacinth
- Hyacinth Bitschurin (1777–1853), russischer Sinologe
- Hyacinth Holland (1827–1918), deutscher Kunst- und Literaturhistoriker
- Hyacinth de La Pegna (1706–1772), französischer Schlachten- und Vedutenmaler

### Familienname
- Kimberly Hyacinthe (* 1989), kanadische Sprinterin